# Copa de Clubes Campeones del Golfo
La Copa de Campeones del Golfo es un torneo de fútbol en el que participan los Clubes campeones del torneo de Liga de los países Árabes de la región del Golfo Pérsico. La organización y administración está a cargo de la UAFA.

## Palmarés
| Temporada                          | Campeón                                         | Resultado                          | Finalista                          | Sede de la final                                  |
| Copa de Clubes Campeones del Golfo | Copa de Clubes Campeones del Golfo              | Copa de Clubes Campeones del Golfo | Copa de Clubes Campeones del Golfo | Copa de Clubes Campeones del Golfo                |
| ---------------------------------- | ----------------------------------------------- | ---------------------------------- | ---------------------------------- | ------------------------------------------------- |
| 1982                               | Al-Arabi                                        | 3–0                                | Al-Riffa                           | Estadio Sabah Al Salem, Kuwait, Kuwait            |
| 1983                               | Al-Ettifaq                                      | 1–0                                | Al-Arabi                           | Khalifa International Stadium, Doha, Catar        |
| 1985                               | Al-Ahli                                         | 2–0                                | Al-Arabi                           | Estadio Zabeel, Dubái, UAE                        |
| 1986                               | Al-Hilal                                        | Liga                               | Al-Arabi                           | Riad, Arabia Saudita                              |
| 1987                               | Kazma                                           | Liga                               | Al-Hilal                           | Kuwait, Kuwait                                    |
| 1988                               | Al-Ettifaq                                      | Liga                               | Kazma                              | Sharjah, UAE                                      |
| 1989                               | Fanja                                           | 1(4)-1(2)                          | Al-Muharraq                        | Riffa, Baréin                                     |
| 1991                               | Al-Sadd                                         | Liga                               | Bahrain SC                         | Doha, Catar                                       |
| 1992                               | Al-Shabab                                       | Liga                               | Al-Hilal                           | Omán                                              |
| 1993                               | Al-Shabab                                       | Liga                               | Al-Shabab                          | Riad, Arabia Saudita                              |
| 1994                               | Al-Shabab                                       | Liga                               | Al-Arabi                           | Kuwait, Kuwait                                    |
| 1995                               | Kazma                                           | Liga                               | Al-Riffa                           | Al Ain, UAE                                       |
| 1996                               | Al-Nassr                                        | Liga                               | Dhofar                             | Riffa, Baréin                                     |
| 1997                               | Al-Nassr                                        | Liga                               | Kazma                              | Doha, Catar                                       |
| 1998                               | Al-Hilal                                        | Liga                               | East Riffa                         | Sur, Omán                                         |
| 1999                               | Al-Ittihad                                      | Liga                               | Al-Salmiya                         | Jeddah, Arabia Saudita                            |
| 2000                               | Al-Qadisiya                                     | Liga                               | Al-Hilal                           | Kuwait, Kuwait                                    |
| 2001                               | Al-Ain                                          | Liga                               | Al-Ittihad                         | Al Ain, UAE                                       |
| 2002                               | Al-Ahli                                         | Liga                               | Al-Muharraq                        | Riffa, Baréin                                     |
| 2003                               | Al-Arabi                                        | Liga                               | Al-Muharraq                        | Doha, Catar                                       |
| 2005                               | Al-Qadisiya                                     | Liga                               | Al-Wasl                            |                                                   |
| Temporada                          | Local                                           | Resultado                          | Visita                             | Sede de la final                                  |
| 2006                               | Al-Qadisiya                                     | 0–1                                | Al-Ettifaq                         | Mohammed Al-Hamad Stadium, Kuwait                 |
| 2006                               | Al-Ettifaq                                      | 1–1                                | Al-Qadisiya                        | Prince Mohamed bin Fahd Stadium, Dammam           |
| 2006                               | Al-Ettifaq ganó 2 – 1 el marcador global.       |                                    |                                    |                                                   |
| 2007                               | Al-Ettifaq                                      | 2–0                                | Al-Jazira                          | Prince Mohamed bin Fahd Stadium, Dammam           |
| 2007                               | Al-Jazira                                       | 3–1                                | Al-Ettifaq                         | Estadio Mohammed bin Zayed, Abu Dhabi             |
| 2007                               | Al-Jazira ganó 7 – 6 en penales.                |                                    |                                    |                                                   |
| 2008                               | Al-Ahli                                         | 1–0                                | Al-Nassr                           | Prince Abdullah Al Faisal Stadium, Jeddah         |
| 2008                               | Al-Nassr                                        | 0–2                                | Al-Ahli                            | Prince Faisal bin Fahd Stadium, Riad              |
| 2008                               | Al-Ahli ganó 3 – 0 en el marcador global.       |                                    |                                    |                                                   |
| 2010                               | Qatar SC                                        | 2–2                                | Al-Wasl                            | Estadio Suheim bin Hamad, Doha                    |
| 2010                               | Al-Wasl                                         | 1–1                                | Qatar SC                           | Estadio Zabeel, Dubái                             |
| 2010                               | Al-Wasl ganó por la regla del gol de visitante. |                                    |                                    |                                                   |
| Liga de Campeones del Golfo        |                                                 |                                    |                                    |                                                   |
| 2011                               | Al-Ahli                                         | 3–2                                | Al-Shabab                          | Estadio Al-Rashid, Dubái                          |
| 2011                               | Al-Shabab                                       | 2–0                                | Al-Ahli                            | Estadio Maktoum Bin Rashid Al Maktoum, Dubái      |
| 2011                               | Al-Shabab ganó 4 – 3 en el marcador global.     |                                    |                                    |                                                   |
| 2012                               | Al-Muharraq                                     | 1–3                                | Al-Wasl                            | National Stadium, Riffa                           |
| 2012                               | Al-Wasl                                         | 1–3                                | Al-Muharraq                        | Estadio Zabeel, Dubái                             |
| 2012                               | Al-Muharraq ganó 5 – 4 en penales.              |                                    |                                    |                                                   |
| 2013                               | Al-Khor                                         | 1–1                                | Baniyas                            | Al-Khor SC Stadium, Al Khor                       |
| 2013                               | Baniyas                                         | 2–0                                | Al-Khor                            | Baniyas Stadium, Abu Dhabi                        |
| 2013                               | Baniyas ganó 3 – 1 en el marcador global.       |                                    |                                    |                                                   |
| Temporada                          | Campeón                                         | Resultado                          | Finalista                          | Sede                                              |
| 2014                               | Al-Nasr                                         | 2–1                                | Saham                              | Estadio Maktoum Bin Rashid Al Maktoum, Dubái, UAE |
| 2015                               | Al Shabab                                       | 1–1 (4–3 pen.)                     | Al-Seeb                            | Estadio Al-Seeb, Seeb, Omán                       |
| 2016                               | Pospuesta                                       | Pospuesta                          | Pospuesta                          | Pospuesta                                         |
| 2017                               |                                                 |                                    |                                    |                                                   |

## Récords y estadísticas de la Copa

### Por Clubes
| Club            | Títulos | Subtítulos | Años campeón     | Años subcampeón  |
| --------------- | ------- | ---------- | ---------------- | ---------------- |
| Al-Ettifaq      | 3       | 1          | 1983, 1988, 2006 | 2007             |
| Al Shabab       | 3       | 1          | 1992, 2011, 2015 | 1993             |
| Al-Ahli         | 3       | -          | 1985, 2002, 2008 | ---              |
| Al-Hilal        | 2       | 3          | 1986, 1998       | 1987, 1992, 2000 |
| Kazma SC        | 2       | 2          | 1987, 1995       | 1988, 1997       |
| Al Arabi        | 2       | 2          | 1982, 2003       | 1985, 1994       |
| Al-Nassr        | 2       | 1          | 1996, 1997       | 2008             |
| Qadsia SC       | 2       | 1          | 2000, 2005       | 2006             |
| Al-Shabab       | 2       | -          | 1993. 1994       | ---              |
| Al-Muharraq     | 1       | 3          | 2012             | 1989, 2002, 2003 |
| Al-Wasl         | 1       | 2          | 2010             | 2005, 2012       |
| Al-Ittihad      | 1       | 1          | 1999             | 2001             |
| Fanja SC        | 1       | -          | 1989             | ---              |
| Al-Sadd         | 1       | -          | 1991             | ---              |
| Al-Ain          | 1       | -          | 2001             | ---              |
| Al-Jazira Club  | 1       | -          | 2007             | ---              |
| Baniyas SC      | 1       | -          | 2013             | ---              |
| Al Nasr         | 1       | -          | 2014             | ---              |
| Riffa Club      | -       | 2          | ---              | 1982, 1998       |
| Al-Arabi SC     | -       | 1          | ---              | 1986             |
| Al-Sharjah      | -       | 1          | ---              | 1991             |
| Dhofar Club     | -       | 1          | ---              | 1996             |
| Al Salmiya Club | -       | 1          | ---              | 1999             |
| Qatar SC        | -       | 1          | ---              | 2010             |
| Al Ahli         | -       | 1          | ---              | 2011             |
| Al-Khor SC      | -       | 1          | ---              | 2013             |
| Saham Club      | -       | 1          | ---              | 2014             |

### Por país
| #  | País                   | Títulos | Subtítulos |
| -- | ---------------------- | ------- | ---------- |
| 1. | Arabia Saudita         | 13      | 6          |
| 2. | Emiratos Árabes Unidos | 8       | 5          |
| 3. | Kuwait                 | 6       | 6          |
| 4. | Baréin                 | 1       | 5          |
| 5. | Catar                  | 1       | 3          |
| 6. | Omán                   | 1       | 2          |